# Arhitektura u 1887.
◄◄ | ◄ | 1884. | 1885. | 1886. | 1887.  | 1888. | 1889. | 1890. | ► | ►►
Arhitektura • Astronomija • Biologija • Film • Fotografija • Glazba • Kazalište • Kemija • Kiparstvo • Knjige • Književnost • Kršćanstvo • Meteorologija • Medicina • Planinarstvo • Politika • Pravo • Promet • Slikarstvo • Šport • Znanost • Zrakoplovstvo • Željeznički promet
Arhitektura u 1887.

## Svijet

### Rođenja
- Milivoj Frković, hrvatski projektant i graditelj mostova († 1946.)

## Vanjske poveznice
|  | Zajednički poslužitelj ima još gradiva o temi Arhitektura u 1880-im |